# Pulteney Malcolm
Sir Pulteney Malcolm (Langholm, 20 febbraio 1768 – Enfield, 20 luglio 1838) è stato un ammiraglio britannico.

## Biografia

### I primi anni
Pulteney nacque a Douglan, presso Langholm, in Scozia, il 20 febbraio 1768, terzo figlio di George Malcolm di Burnfoot, Langholm, nel Dumfriesshire, un pastore, e di sua moglie Margaret, sorella dell'ammiraglio Sir Thomas Pasley. Suoi fratelli furono Sir James Malcolm, Sir John Malcolm, e Sir Charles Malcolm.

### 1778–1793, l'inizio della carriera
Entrò in marina nel 1778, nel corso della Guerra d'indipendenza americana, a bordo della HMS Sibyl, comandata da suo zio, il capitano Pasley. Con Pasley egli servì poi a bordo della HMS Jupiter, nello squadrone del commodoro George Johnstone, e presenziò all'azione di Porto Praya ed alla cattura di un mercantile olandese nella baia di Saldanha. Nel 1782 la Jupiter portò l'ammiraglio Pigot nelle Indie Occidentali. Malcolm venne preso a bordo dell'ammiraglia ed alcuni mesi dopo, il 3 marzo 1783, venne promosso tenente a bordo della Jupiter.
Continuò il suo servizio in tempo di pace e nel 1793, all'inizio delle Guerre rivoluzionarie francesi, divenne primo tenente della fregata Penelope nella stazione in Giamaica, sotto il comando del capitano Bartholomew Rowley. Il servizio che prestò la Penelope fu particolarmente attivo. Assieme alla Iphigenia catturò la fregata francese Inconstante, lungo la costa di Santo Domingo, il 25 novembre 1793; catturò diverse navi pirata e vascelli mercantili e comandò le proprie navi in brevi conflitti.

### 1794–1804, capitano
All'inizio del 1794 il commodoro Ford lo prese a bordo della sua ammiraglia, la HMS Europa ed il 3 aprile lo promosse al comando della Jack Tar. Il 22 ottobre venne posto in servizio sulla fregata HMS Fox. Nel febbraio del 1795 convogliò una flotta di mercantili nel Mediterraneo; si portò quindi a Québec e successivamente fu per qualche tempo impiegato nel Mare del Nord. Successivamente venne inviato nelle Indie Orientali e sul finire del 1797 nei mari della Cina, al comando del capitano Edward Cooke, in compagnia del quale entrò nella Baia di Manila con bandiera falsa, il 14 gennaio 1798 dedicandosi poi al Raid di Manila contro tre cannoniere spagnole. Dopo ulteriori scorribande, la Fox fece ritorno in India, dove il 18 giugno Malcolm venne nominato capitano dal contrammiraglio Peter Rainier a bordo della HMS Suffolk e poi a bordo della HMS Victorious. Continuò il suo servizio con tale grado per il resto della guerra. Nel ritorno verso casa, nel 1803, la Victorious iniziò ad imbarcare acqua, e, incontrando acque fonde nell'Atlantico settentrionale, raggiunse Tagus dove si arenò e si spezzò poi. Malcolm, con gli ufficiali e la ciurma tornarono in Inghilterra a bordo di due vascelli presi a Lisbona.

### 1804–1805, la Battaglia di Trafalgar
Nel febbraio del 1804 Malcolm si portò nel Mediterraneo a bordo della HMS Royal Sovereign nella quale, al suo arrivo, Sir Richard Bickerton pose la sua bandiera, e Malcolm venne pertanto nominato a comando della HMS Kent, all'epoca impegnata con l'ammiraglio Nelson nel blocco di Tolone. Egli, ad ogni modo, venne inviato a Napoli dove rimase per quasi un anno. Il suo trasferimento a bordo della HMS Renown a luglio non cambiò la sua posizione. All'inizio del 1805 gli venne permesso di ottenere il comando della HMS Donegal giusto in tempo per unirsi alla caccia alle navi francesi nelle Indie Occidentali. Al suo ritorno nel Canale della Manica, la Donegal, insieme ad altre navi, venne inviata a rafforzare le forze di Collingwood al largo di Cadice, dove pure si trovava Nelson.
Il 17 ottobre la Donegal venne inviata a Gibilterra. Il 20 del medesimo mese, Malcolm seppe che una flotta combinata stava cercando di forzare il blocco uscendo da Cadice. La sua nave si trovava presso il molo locale, ma era quasi smantellata; la notte del 22 ottobre salpò da Gibilterra inseguì le navi francesi, riunendosi il 24 al resto della flotta, ma troppo tardi per prendere parte alla battaglia di Trafalgar, combattuta il 21 ottobre, ma in tempo per fornire assistenza alle navi in difficoltà dopo la battaglia. Catturò in quest'occasione la Rayo, salpata da Cadice il 23 ottobre, e nella notte del 24 ottobre, quando alcuni prigionieri a bordo della HMS Berwick riuscirono a tagliar l'ancora lasciando andare alla deriva la nave, spezzandola poco dopo, dovette essere soccorso dalla Donegal che inviò le proprie scialuppe a salvarli. Il gruppo tornò quindi a Gibilterra a bordo della Bahama. Scrivendo a Sir Thomas Pasley il 16 dicembre Collingwood disse: "Tutti erano così dispiaciuti che Malcolm non fosse stato la [a Trafalgar] perché tutti conoscendo il suo spirito ne avrebbero apprezzato le abilità e lui si sarebbe distinto con onore."

### 1806–1816, da capitano a contrammiraglio
La Donegal continuò la sua traversata sino a Cadice ove giunse alla fine dell'anno, quando salpò per le Indie Occidentali con Sir John Duckworth, ed ebbe una parte importante nella battaglia di Santo Domingo, il 6 febbraio 1806. Malcolm venne inviato in patria con le navi catturate al nemico. Ricevette per la sua distinzione a Santo Domingo la Naval Gold Medal ed il Patriotic Fund gli regalò un vaso del valore di 100 ghinee. Nel 1808 venne unito ad un convoglio di truppe dirette alla Penisola Iberica, e nel 1809, sempre a bordo della Donegal, venne unito alla flotta del Canale della Manica, allora comandata da Lord Gambier, prendendo parte alla battaglia di Basque Roads. Nell'estate del 1809 venne chiamato a testimoniare al processo di Lord Gambier, accusato di non aver adeguatamente supportato Lord Cochrane in battaglia. Gambier venne sollevato da ogni accusa in maniera controversa. Nel novembre del 1810 Malcolm guidò un attacco allo squadrone francese ancorato a Saint-Vaast-la-Hougue nell'Azione del 15 novembre 1810, che portò poi anche alla distruzione della fregata Elisa.
La Donegal venne posta a riposo nel 1811, e Malcolm venne nominato al comando della HMS Royal Oak che combandò al largo di Cherbourg sino al marzo del 1812, quando accettò l'incarico di capitano della flotta dell'ammiraglio Lord Keith, zio di sua moglie. Promosso contrammiraglio il 4 dicembre 1813, rimase con Keith sino al giugno del 1814, quando, con la sua ammiraglia Royal Oak, si portò da Bordeaux in Nord America con un convoglio, prestando servizio nella guerra con gli Stati Uniti come terzo in comando sotto Sir Alexander Cochrane ed il contrammiraglio George Cockburn. Il 2 gennaio 1815 venne nominato cavaliere dell'Ordine del Bagno e durante i Cento Giorni comandò uno squadrone nel Mare del Nord, in cooperazione con l'esercito del Duca di Wellington.

### 1816–1838, comandante in capo
Nel 1816–17 divenne comandante in capo della stazione di Sant'Elena, incaricato nello specifico di porre un ferreo blocco navale all'isola dove era detenuto Napoleone Bonaparte in prigionia. Venne avanzato al grado di viceammiraglio il 19 luglio 1821 e destinato quindi alla carica di comandante in capo della flotta inglese nel Mediterraneo dal 1828 al 1831. Nel 1832 comandò le navi lungo la costa dell'Olanda, con una flotta combinata franco-spagnola ai suoi ordini; nel 1833-1834 divenne nuovamente comandante della flotta del Mediterraneo. Venne nominato Cavaliere di Gran Croce dell'Ordine dei Santi Michele e Giorgio e Gran Croce dell'Ordine del Bagno il 26 aprile 1833.
Negli ultimi anni della sua vita, divenne consigliere dell'Oriental Club fondato da suo fratello il generale Sir John Malcolm.
Raggiunse il rango di ammiraglio nel 1837. Morì ad East Lodge, Enfield, Londra, il 20 luglio 1838.

## Matrimonio e figli
Il 18 gennaio 1809, sposò Clementina, figlia primogenita di William Fullerton Elphinstone, direttore della Compagnia britannica delle Indie Orientali e fratello maggiore di Lord Keith.

## Nella memoria
Dopo la guerra la fregata inglese HMS Malcolm venne così battezzata in onore di Sir Pulteney Malcolm, come pure Pulteney Street ad Adelaide e Malcolm Island, nella Columbia Britannica; l'estremità sud del sito è definita ancora oggi Punta Pulteney.